# Giuliopoli (Galazia)
Giuliopoli (latino: Iuliopolis) fu un'antica città dell'Asia Minore, al confine tra Bitinia e Galazia. La sua posizione era nei pressi di Sarılar Köprüsü, 22 km a sud-ovest di Beypazarı, ed è stata accertata attraverso la scoperta di pietre miliari, ma dell'antica città sono rimasti pochi resti di fortificazioni e altri edifici.
Originariamente nota come Gorducome o Gordiucome, fu fondata dal re-brigante Cleone di Gordiucome durante il regno di Augusto. Doveva la sua importanza alla sua posizione, lungo la via che da Bisanzio passava per Nicea per andare ad Ancyra.
Dopo la riforma tetrarchica delle province romane, fu inclusa nella provincia di Galatia I, nella diocesi del Ponto.
A partire dal 314 fu sede della diocesi di Giuliopoli.